# Sonsierra de Navarra
La Sonsierra de Navarra o simplemente Sonsierra es una comarca geográfica española que se extiende por el sur de la provincia de Álava, norte de La Rioja y el suroeste de Navarra. Actualmente la mayoría del territorio que comprendió dicha región es conocido como Rioja Alavesa, aunque esta ha perdido, por su delimitación administrativa actual, otros municipios que histórica y geográficamente formaron un todo uno con la actual región vitivinícola.
El nombre de Sonsierra deriva del término subserra, ya citado por los monjes del monasterio de San Millán de la Cogolla en el siglo XII.
Durante más de cinco siglos formó una región dentro de la merindad de Estella, del antiguo reino de Navarra que comprendía las villas de San Vicente, Laguardia, Labraza, Viana y todas sus aldeas.

## División territorial
Actualmente sus enclaves pertenecen a tres comunidades autónomas diferentes, pero durante la época medieval y hasta principios del renacimiento, fueron una unidad sociogeográfica e incluso administrativa, desde sus comienzos denominada como "comunidad de villa y tierra" hasta sus últimas fechas bajo la denominación de principado de Viana.

### Demarcación geográfica
Los límites geográficos quedan claramente definidos al norte por la sierra de Toloño o de Cantabria, desde las conchas de Haro al oeste hasta el río Linares al este, por el sur y oeste el río Ebro, y por el este el valle del río Linares en los términos municipales de Bargota y Lazagurría hasta la muga de Viana con Mendavia, frente a la desembocadura del río Leza en el Ebro.

## Historia

### Primeras referencias escritas
En el año 934 el conde castellano Fernán González otorga el documento conocido como los «falsos votos de Fernán González». Dentro de la amplia relación de núcleos habitados citados en el documento, encontramos unos topónimos que podríamos considerar los primeros datos que aparecen en un documento escrito en la época medieval sobre estas tierras: "Tabuerneca, tota Subserra, tota Berrocia, Marangone, Punicastro, Moreta...". El término de «Subserra» aparece también en el documento que recoge la confirmación del Fuero de Nájera que el rey Alfonso VI de Castilla hace el año 1076.

### Comunidad de "Villa y Tierra"

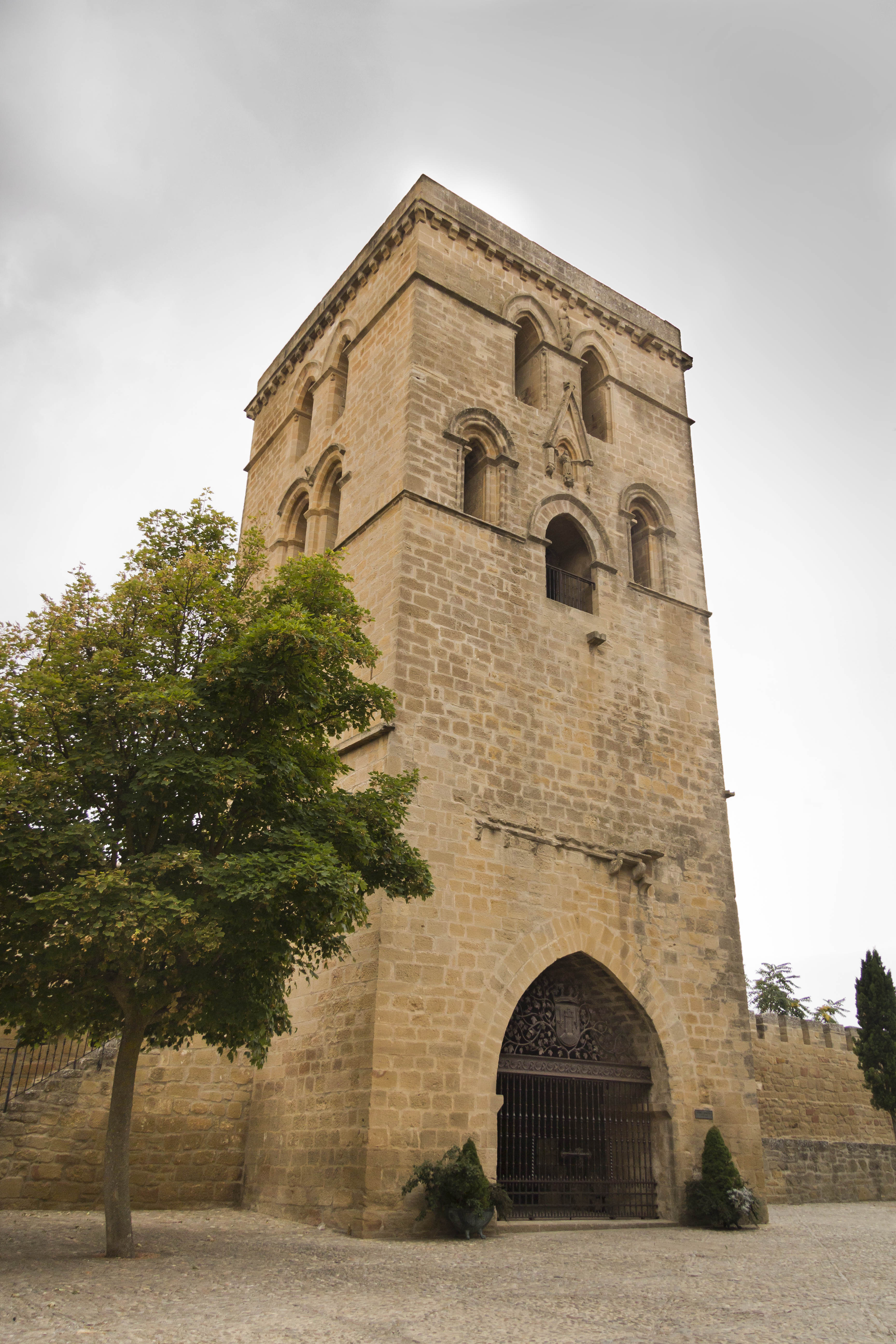
Torre Abacial en Laguardia.

En sus inicios, esta comarca fue denominada como "La Guardia" ya que en 1164 Sancho VI de Navarra dio fuero a la villa de Laguardia y marcó su jurisdicción entre Salinillas de Buradón, al oeste, y el Soto de Íñigo Galíndez (hoy conocido como soto Galindo en Viana), al este. Los límites norte y sur quedan marcados por la sierra de Cantabria y el río Ebro respectivamente. Los conflictos del rey navarro con Castilla hicieron que en pocos años, la muga del Ebro contara con nuevas villas. Así en 1172 se fundó San Vicente de la Sonsierra de Navarra, en 1195 se otorgó carta de fundación a San Cristóbal de Labraza, y en 1219 se puso la primera piedra de la concentración de poblaciones que se efectuó en Viana.

### Fueros otorgados por los reyes navarros
Los fueros de estas cuatro villas son copia, si cabe mejorada, del fuero de Logroño, villa a la cual el rey Alfonso VI de León otorgó en 1095 a sus habitantes.
En 1164 Sancho VI de Navarra dio fuero a la villa de Laguardia.
También Sancho "el Sabio" en 1172 concedió el fuero de Laguardia a San Vicente de la Sonsierra.
Su sucesor, Sancho VII otorgó fuero a la villa de Labraza, renombrándola como San Cristóbal de Labraza, en septiembre de 1196.
En febrero de 1219 Sancho VII "el Fuerte" refundó Viana otorgándole fuero.
El castellano Fernando III concedió el Fuero de la Bastida en 1242.

### Demografía en la Sonsierra en torno al segundo cuarto delsigloXV
En torno al año 1427 la población con mayor número de viviendas era Laguardia con 444, seguido San Vicente con 379 y de Viana, con 349 casas. Agrupadas por villas más sus aldeas, la de Laguardia tenía 1906 viviendas, San Vicente 554, Labraza 55 y Viana 437. Esa época debió ser muy cruenta tanto por batallas como por la peste negra, ya que del total de 2.138 casas de las cuatro villas, solo estaban habitadas 1.014.

### Principado de Viana
En 1423 el rey navarro Carlos III el Noble instaura el principado de Viana en el cual incluye la totalidad de la Sonsierra de Navarra además de otras plazas. Poco más tarde, durante las guerras civiles de Navarra, una parte de dicho principado cae en manos castellanas para ya no retornar nuevamente al reino pirenáico.

Mapa de la guerra civil de Navarra, con la toma por parte de Castilla de la comarca de Laguardia y Los Arcos.

### Final del dominio navarro
En 1461, Enrique IV, primo y cuñado del príncipe de Viana, ayudó a este a recuperar el trono de Navarra; consiguió la rendición de Laguardia, San Vicente, Viana y Los Arcos, que ocupó Gonzalo Saavedra con el ejército castellano. En la sentencia arbitral de Bayona, de Luis XI de Francia, en abril de 1463, para dirimir las cuestiones surgidas entre Castilla y Aragón, la Sonsierra y el partido de Los Arcos, quedaron en prenda para ya no volver a la corona de Navarra la primera de ellas mientras que Los Arcos tardaría casi cuatro siglos (hasta 1753). 
En 1462, el conde de Foix, esposo de doña Leonor en Navarra, aprovechando la crisis castellana, se apoderó de Calahorra e intentó penetrar en Alfaro, para exigir la devolución de Los Arcos y la Sonsierra; llegó a las puertas de Alfaro sin más éxito y al fin hubo de evacuar Calahorra.
En 1466, Enrique IV ordenó a los habitantes de la Sonsierra que accedieran a la Hermandad de Álava para luchar contra las partidas de ladrones y malhechores que se refugiaban, saltando a esta parte desde Álava.
Aunque los reyes de Navarra reclamaron repetidas veces las tierras de la Sonsierra a don Enrique y después a Isabel y Fernando, no sólo ellas, sino toda Navarra, sería ocupada por Fernando en 1512 y anexionada a la corona de Castilla.

### Renacimiento y fin de línea fronteriza
A partir de la conquista castellana y los últimos intentos de reconquista por parte del monarca navarro, a partir de 1521 la región disfrutó de un largo periodo de paz, ya que la frontera se trasladó a los Pirineos. A partir de entonces, las villas sufrieron trasformaciones que fueron modificando el carácter defensivo con el que nacieron, hacia otro más orientado a la economía, donde el cultivo de la vid y el paso del Camino de Santiago marcaron la nueva orientación de las poblaciones. A partir del siglo XVI, la viña y el vino, junto al aceite, marcan claramente la economía de la región, y el nombre con el que se conocía a la región fue decayendo y fue superado por el actualmente más usado de La Rioja y Rioja Alavesa para la parte occidental, y Tierra Estella o Vianaldea para la parte navarra.

### Rioja en elsigloXVIII

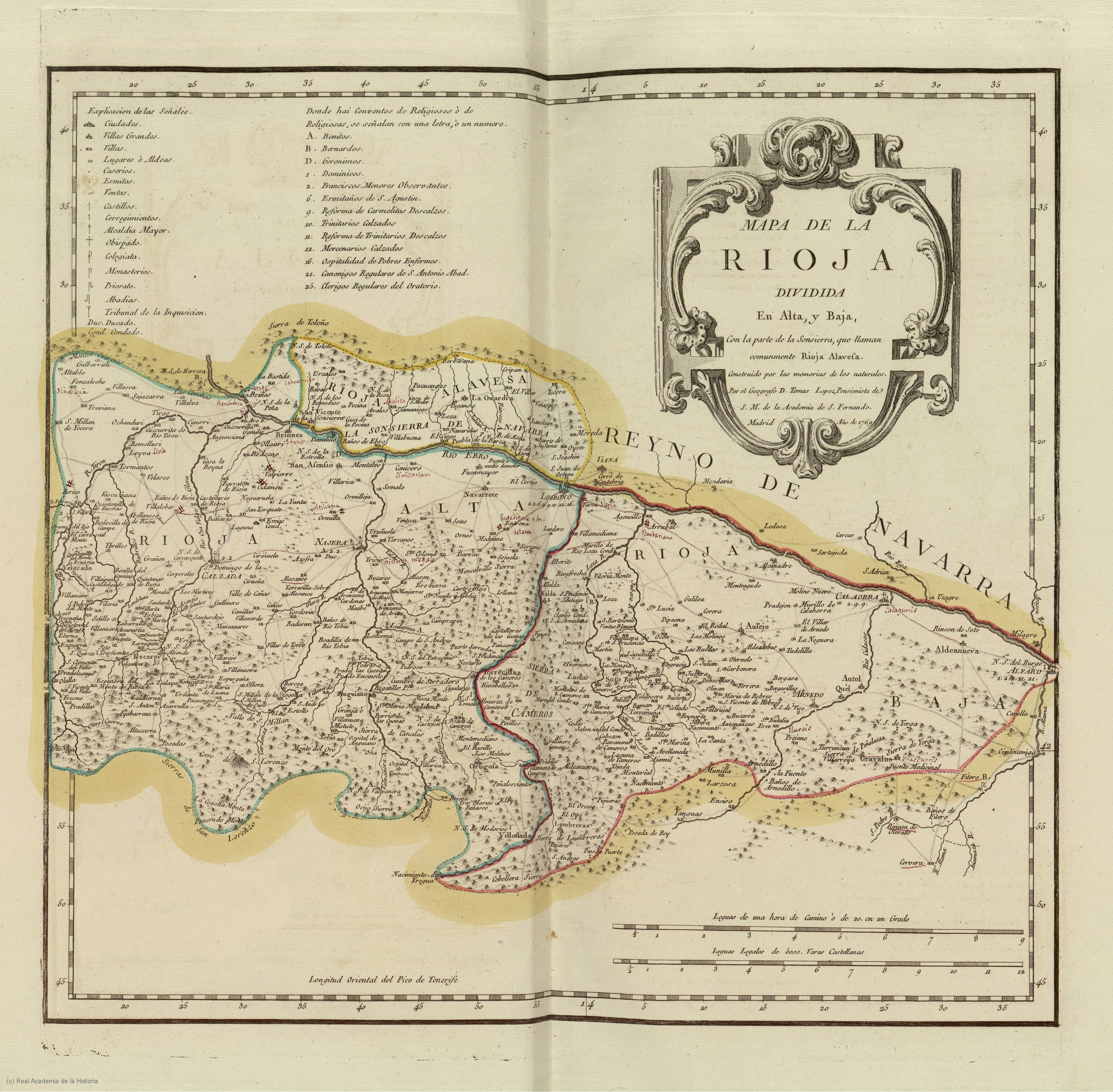
Mapa de La Rioja dividida en alta, baja y alavesa elaborado por Tomás López en 1769.

En algunos mapas editados por encargo de la Academia de San Fernando de Madrid, como uno elaborado por Tomás López en 1769, aparece La Rioja. En ella se cita a La Rioja Alavesa, junto con su denominación de Sonsierra de Navarra.
Según cita textualmente el mapa: Mapa de la Rioja dividida en Alta y Baja, con la parte de la Sonsierra, que llaman comúnmente Rioja Alavesa. El territorio que abarca el mapa estaba, durante esa época, asignado a las intendencias de Burgos, Soria y Álava, como consecuencia de la división administrativa de España en intendencias realizada por Floridablanca en el siglo XVIII.
Por la parte nororiental, figura que limita con el reino de Navarra, ya que se mantuvo como tal, bajo la Monarquía Hispánica, gobernado por un virrey hasta el año 1841, en que pasó a considerarse una provincia más. Igualmente es señalable que este mapa no debe considerarse un mapa político de La Rioja, ya que a esta región no se le dotó de marco administrativo provincial hasta el año 1821, quedando con su actual demarcación en 1833. También hay que indicar que el mencionado mapa de Tomás López fue criticado por ilustrados de la época al tener varias inexactitudes, como el no incluir algunas partes de la región riojana.

### División provincial en las primeras décadas delsigloXIX
A finales del XVIII, comenzaron a oírse las primeras quejas por la situación en la que se encontraba La Rioja y voces que reivindicaban, según sus propias palabras, la reunificación administrativa de la región riojana, con la creación de una provincia para la misma. Estas eran especialmente provenientes de la Sociedad Riojana, la cual era una sociedad de amigos del país, de la Junta de Rioja, formada por representantes de los municipios riojanos, y por ilustrados riojanos de la época como Martín Fernández de Navarrete. Reclamaban que La Rioja se uniera con el establecimiento de unos límites iguales a los que habían conocido los antiguos moradores de esta tierra; antes de que tuvieran lugar, a partir de mediados del XVIII, las diferentes divisiones administrativas del Estado español, con la creación de las intendencias y la consecuente división en varias de ellas de la región riojana. Estas reclamaciones presentaban un claro componente identitario. Para conseguir la unión, se proponían diversos argumentos, como los presentados por el ilustrado Martín Fernández de Navarrete en su Carta de un riojano a un señor diputado en cortes, que argumentaba criterios etnográficos, económicos, geográficos e históricos.

Así pues, en 1821 se planteó modificar la distribución provincial del Estado español y, debido a las reivindicaciones riojanas, se formó una provincia para La Rioja, que se llamaría "provincia de La Rioja", de la cual además formarían parte toda la Sonsierra de Navarra, incluidas Viana y La Rioja Alavesa.  Sin embargo, la división del Estado español planteada quedó sin efecto debido a la reacción absolutista de Fernando VII y se volvió a la situación anterior. En 1822, durante el trienio liberal, se volvió a plantear la creación de una provincia para la región riojana, que se llamaría esta vez provincia de Logroño debido a la obligatoriedad de dar a cada provincia el nombre de su capital y en la que también fue incluida toda la Sonsierra navarra. Sin embargo, en 1833 los límites de la provincia fueron rectificados hasta dejarlos como los conocemos en la actualidad.

## División administrativa actual
Las tierras de la antigua Sonsierra de Navarra se reparten en la actualidad en tres comunidades Autónomas:
Pertenecen al País Vasco los núcleos de población de: Assa, Baños de Ebro, Barriobusto, Cripán, Elciego, Elvillar, Labastida, Labraza, Laguardia, Lanciego, Lapuebla de Labarca, Leza, Laserna, Moreda, Navaridas, Oyón, Páganos, Salinillas de Buradón, Samaniego, Villabuena, Viñaspre, Yécora.
Pertenecen a La Rioja: Abalos, Briñas, Peciña, Rivas de Tereso y San Vicente de la Sonsierra.
Pertenecen a Navarra: Aras, Bargota, Lapoblación, Lazagurria, Meano y Viana.